# Epifenomenalismo
Em filosofia da mente, o epifenomenalismo é a visão segundo a qual alguns ou todos os estados mentais são meros epifenómenos (efeitos secundários ou subprodutos) do estado físico do mundo. Então, o epifenomenalismo nega que a mente tenha qualquer influência no corpo ou em qualquer outra parte do mundo físico: enquanto que os estados mentais são causados por estados físicos, os estados mentais não têm influência nos estados físicos. Algumas versões do epifenomenalismo advogam que todos os estados mentais são inertes, enquanto outras advogam que apenas alguns estados mentais são inertes. A última versão muitas vezes diz que apenas aqueles tipos de estados mentais que são especialmente difíceis de justificar cientificamente são epifenomenológicos, tais como os estados mentais qualitativos (como por exemplo, a sensação de dor).